# Unión Mundial de Nacionalsocialistas
La Unión Mundial de Nacionalsocialistas (en inglés: World Union of National Socialists, WUNS) es una organización fundada en 1962 como organización paraguas para movimientos neonazi de todo el mundo.

## Historia

### Formación
El movimiento se creó cuando el dirigente del Partido Nazi Estadounidense, George Lincoln Rockwell, visitó Inglaterra y se reunió con el jefe del Movimiento Socialista Nacional, Colin Jordan, y ambos acordaron trabajar en el desarrollo de un enlace internacional entre movimientos. Esto resultó en la Declaración de Cotswold de 1962, que fue firmada por neonazis de Estados Unidos, Reino Unido, Francia (Savitri Devi), Alemania Oriental (Bruno Ludtke), Austria y Bélgica. Más naciones miembro se unirían avanzada la década, incluyendo a Argentina, Australia, Chile, Irlanda, Sudáfrica y Japón.

### Rupturas
Tras el asesinato de Rockwell en 1967, el control del WUNS pasó a Mate Koehl, quién intentó extender la influencia del grupo nombrando al danés Povl Riis-Knudsen como secretario general. Sin embargo, la ruptura comenzó por la insistencia de Koehl de que el nazismo también tendría que servir como religión, y finalmente se desligó del WUNS para dirigir su versión propia del ocultismo nazi. La ruptura debilitó al WUNS y su influencia declinó fuertemente, a pesar de los intentos de Jordan para reforzarlo. Jordan quedó como líder nominal de la organización hasta su fallecimiento en 2009, y fue sucedido por Koehl, quien fue el dirigente titular hasta su muerte en 2014.

## Grupos asociados

### América
Dado el liderazgo de Rockwell y Koehl, el Partido Nazi Estadounidense y su sucesor, el Partido Nacionalsocialista de las Personas Blancas (National Socialist White People's Party) fueron los principales miembros del WUNS.
En Canadá el grupo estuvo representado por el Partido Nazi canadiense, cuyo dirigente William John Beattie era jefe del WUNS en el país.
Fue activo en Sudamérica a través del Partido Nacional Socialista Obrero de Chile, un grupo instalado en Chile por Franz Pfeiffer, y el Frente Nacional Socialista Argentino, fundado por los hijos de Adolf Eichmann.

### Europa
El Movimiento Socialista Nacional y su sucesor el Movimiento Británico fueron miembros.
El WUNS estuvo representado en Dinamarca por el Partido Nacionalsocialista de los Trabajadores de Dinamarca, un remanente del viejo movimiento de preguerra dirigido por Sven Salicath, un seguidor cercano de Rockwell, y por su heredero, el Movimiento Nacionalsocialista de Dinamarca.
El Partido del Reich Nórdico de Suecia mantuvo independencia pero cooperó estrechamente con WUNS.
Bernhard Haarde formó un grupo del WUNS en Islandia, atribuyéndose alrededor de 300 seguidores. Bernhard era el hermano del futuro primer ministro Geir Haarde.
Un partido menor en la República de Irlanda, el Partido Nacionalsocialista de los Trabajadores Irlandeses también estuvo afiliado.

### Oceanía
El Partido Nacionalsocialista de Nueva Zelanda y el Partido Nacionalsocialista de Australia estuvieron afiliados al WUNS.

## Afiliación actual
El grupo se atribuye la afiliación de un número de movimientos menores, muchos de los cuales parecen existir sólo en Internet. Entre estos están:
| País           | Partido |
| -------------- | --- |
| Bolivia        | Frente de Acción Patriota |
| Brasil         | Partido Nacional-Socialista Brasileño                                                                                         |
| Bulgaria       | Gran Hermandad Sármata |
| Canadá         | Partido Nacional-Socialista de Canadá                                                                                         |
| Noruega        | Partido Nacional Socialista de Noruega                                                                                        |
| Argentina      | Frente Nacional Socialista Argentino                                                                                          |
| Chile          | Movimiento Nacional Socialista de los Trabajadores Chilenos                                                                   |
| Colombia       | Tercera Fuerza |
| Costa Rica     | Resistencia Ideológica Nacional Socialista Costarricense                                                                      |
| Estados Unidos | Partido Nazi Estadounidense                                                                                                   |
| España         | Alianza Nacional |
| Estonia        | Estland 88 |
| Finlandia      | Suomen Kansallissosialistinen Työväenpuolue                                                                                   |
| Francia        | Movimiento Nacional-Socialista Francés/PHENIX                                                                                 |
| Grecia         | Nacionalismo Europeo y Nacionalismo Helénico                                                                                  |
| Guatemala      | Frente Nacional Socialista de Guatemala                                                                                       |
| Turquía        | Movimiento Nacionalsocialista                                                                                                 |
| Bélgica        | Partido nacionalsocialista belga                                                                                              |
| Irán           | Partido Naska |
| Italia         | Movimiento Fascismo y Libertad                                                                                                |
| Japón          | Partido Nacionalsocialista Obrero Japonés                                                                                     |
| México         | Partido Nacional-Socialista de México Frente Nacionalista de México                                                           |
| Perú           | Unión Nacional Socialista Peruana,Tercios Nacional Socialistas de Nueva Castilla Movimiento NacionalSocialista Despierta Perú |
| Reino Unido    | Sociedad del 9 de Noviembre                                                                                                   |
| Rumania        | Vanguardia Nacional Rumana |
| Rusia          | Unidad Nacional Rusa |
| Serbia         | Rasonalisti Serbia acción serbia                                                                                              |
| Suecia         | Movimiento Nacional Socialista Nórdico-Unidad de Escandinavia                                                                 |
| Ucrania        | Alianza Nacional por la Libertad-Falange Ucraniana                                                                            |
| Venezuela      | Partido Nacional Socialista Venezolano                                                                                        |